# Алоїз Мізандарі
Алоїз Йосипович Мізандарі (груз. ალოიზ იოსების ძე მიზანდარი; 1 вересня (13 вересня) 1838, Горі, Російська імперія, нині Грузія —1 червня (14 червня) 1912, Тифліс, Російська імперія, нині Тбілісі, Грузія) — грузинський піаніст, громадський діяч і педагог.

## Біографія
Брав уроки фортепіано у Леона Янішевського в Тифлісі. У 1855—1863 роках навчався на факультеті східних мов Петербурзького університету. Виступав в університетському симфонічному оркестрі. В 1863 році в Петербурзі був виданий його романс «Розлучилися ми» — перший опублікований в Росії твір грузинської професійної музики. У 1865—1867 рр. жив в Парижі, потім у Відні, де багато концертував. Після повернення до Тифліса зайнявся педагогічною діяльністю. У 1874 році разом з Харлампієм Саванелі та Костянтином Аліхановим відкрив у місті першу безкоштовну музичну школу, перетворену в 1886 році на музичне училище Російського музичного товариства. Серед учнів — Ганна Тулашвілі.

## Твори
- «Два маленьких вальси» для фортепіано
- «Східна мелодія і лезгінка» для фортепіано
- «Мазурка-фантазія» для фортепіано
- мазурка «Спогад про Абастумані» для фортепіано